# George Graham Vest
George Graham Vest (Frankfort, 6 dicembre 1830 – Sweet Springs, 9 agosto 1904) è stato un politico e avvocato statunitense.
Esponente del Partito Democratico, fu membro del Congresso degli Stati Confederati durante la guerra di secessione americana e successivamente senatore degli Stati Uniti d'America. Da avvocato, si distinse per le sue efficaci arringhe, tra le quali la celebre Eulogy on the dog, oggi manifesto di molte associazioni animaliste.

## Vita

### Giovinezza e inizio della professione forense
Vest si diplomò al Centre College di Danville (Kentucky) nel 1848 e si laureò in giurisprudenza alla Transylvania University di Lexington nel 1853. Ammesso all'esercizio della professione forense nello stesso anno, intendeva trasferirsi in California, ma si stabilì nel Missouri, a Georgetown, nella contea di Pettis.
Qui difese con successo un afroamericano accusato di omicidio. L'uomo, tuttavia, fu poi arso vivo da un manipolo di razzisti e lo stesso Vest fu oggetto di minacce. Ciononostante, Vest decise di rimanere a Georgetown.
Nel 1854 sposò Sallie Sneed, di Danville. La coppia ebbe tre figli: due maschi e una femmina.

### L'inizio della carriera politica e la Guerra di Secessione
Nel 1856 Vest si trasferì con la famiglia a Boonville.
Nel 1860 fu eletto per il Partito Democratico alla Camera dei rappresentanti del Missouri, divenendo anche grande elettore al Collegio elettorale degli Stati Uniti d'America, nonché, in qualità di rappresentante del Missouri, presidente del Comitato per le relazioni federali.
Vest fu membro della Camera dei rappresentanti fino alla fine del 1861. Durante il suo mandato, fu autore delle "Vest Resolutions", nelle quali denunciò la coercizione politica ed economica degli Stati del Sud nei confronti di quelli del Nord. In effetti, dopo essersi inizialmente dichiarato a favore della permanenza del Missouri nell'Unione, sposò le ragioni secessioniste: fu proprio Vest a proporre l'ordinanza di secessione del Missouri, approvata dalla Camera dei Rappresentanti il 31 ottobre 1861, oltre sei mesi dopo lo scoppio della guerra civile americana.
Nello stesso anno, Vest fu uno degli 8 delegati del Missouri presso il Congresso provvisorio confederato, che elesse Jefferson Davis presidente degli Stati Confederati d'America e adottò la prima bandiera confederata. In novembre fu eletto deputato alla Camera dei Rappresentanti del Primo congresso confederato, mentre nel 1862 fu judge advocate presso l'esercito del Missouri, sotto il comando del generale confederato Sterling Price, ex-governatore dello Stato.
Nel novembre del 1863 Vest fu confermato nella carica di deputato nel Secondo congresso confederato, ma il 12 gennaio 1865 si dimise per ricoprire il posto da senatore, sempre dello Stato del Missouri, rimasto vacante dopo la fine del mandato di John Bullock Clark.
Il mandato da senatore confederato di Vest fu breve. Il 18 marzo 1865, con la Confederazione ormai prossima alla resa, il Senato fu sciolto.

### La ripresa dell'attività forense e il caso del "vecchio Drum"

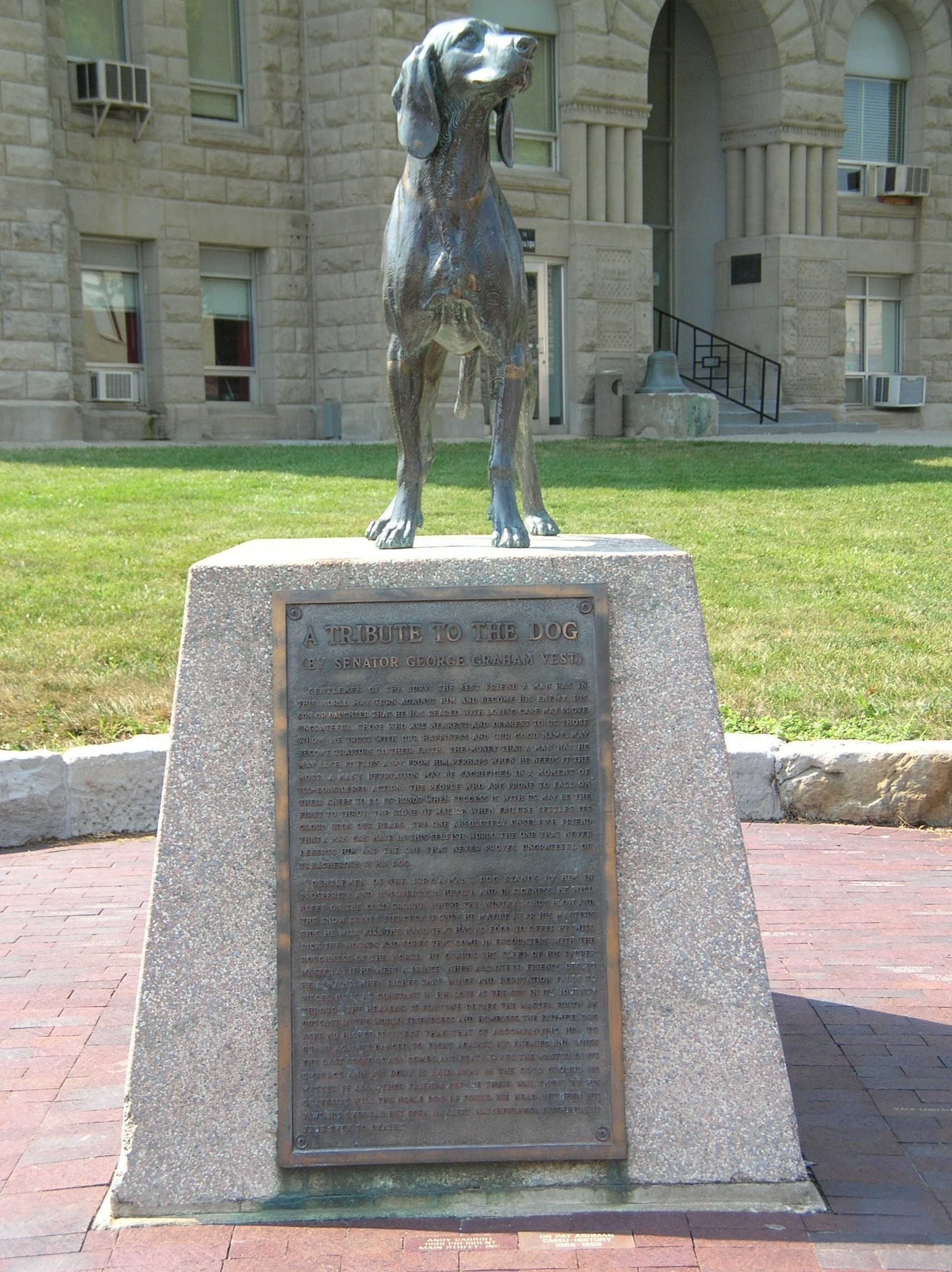
Monumento al "vecchio Drum" a Warrensburg, davanti alla sede del Tribunale civile della Contea di Johnson. Sulla lapide bronzea è incisa l'"Eulogy on the dog".

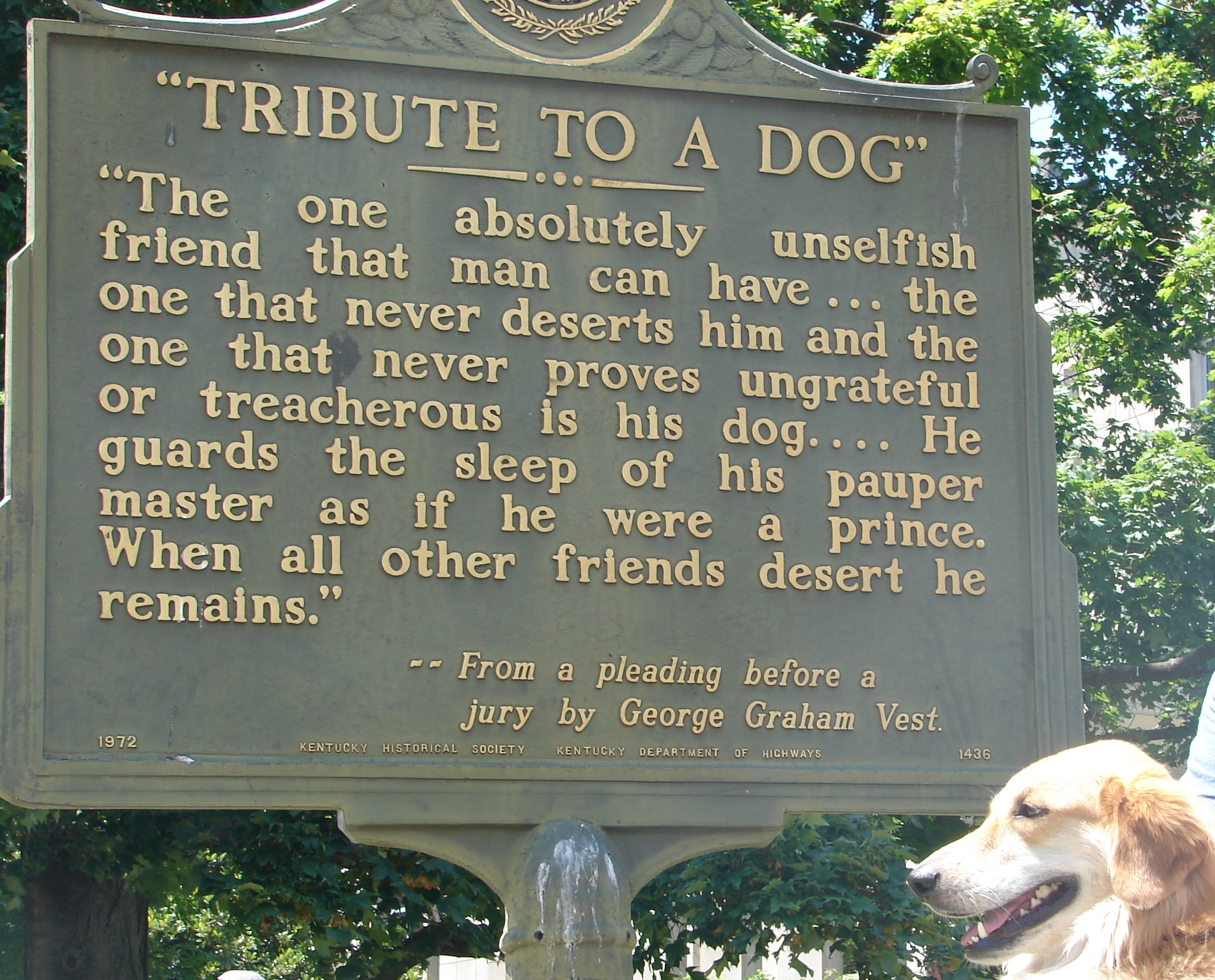
Stele commemorativa del "Tributo al cane" di Vest a Owensboro, nel Kentucky.

Dopo la fine della guerra di secessione e il conseguente scioglimento della Confederazione, Vest tornò nella contea di Pettis e si trasferì a Sedalia, ove riprese la professione forense.
Nel 1870 Vest sostenne in giudizio le ragioni di un agricoltore di Kingsville, Charles Burden, che aveva subito la perdita di uno dei suoi cani da caccia, un foxhound americano di nome Drum (noto anche come "Old Drum", il vecchio Drum). La sera del 28 ottobre 1869 Drum era entrato nella vicina proprietà del cognato del padrone, Leonidas Hornsby, allevatore di pecore. Questi, in ragione di precedenti attacchi subiti dal proprio gregge ad opera di lupi e di cani, aveva ordinato al suo guardiano Samuel "Dick" Ferguson, di cui Hornsby era zio, di sparare verso l'animale; nel dubbio che si trattasse di un randagio o fosse di proprietà di un vicino, aveva suggerito al nipote di non usare proiettili, bensì di caricare la pistola con polvere da sparo e chicchi di mais, che a suo giudizio avrebbero dovuto solo spaventare il cane, tutt'al più ferendolo lievemente, e metterlo in fuga.
Burden, uditi gli spari e non vedendo rientrare Drum, aveva presagito il peggio e se ne era subito messo alla ricerca, ritrovandolo senza vita la mattina seguente sulle sponde del fiume Big Creek, a poca distanza dall'allevamento del cognato: il corpo dell'animale presentava diversi fori, nonché tracce di fango che lasciavano intendere come fosse stato lì trasportato da un altro luogo. Hornsby, interrogato da Burden, aveva subito ammesso che il nipote aveva sparato a un cane, ma negava che si trattasse di Drum. Tuttavia, Burden, convinto della colpevolezza dei due, giurò che avrebbe avuto giustizia anche a costo della propria vita.
Già nel mese seguente, Burden aveva intentato causa contro Hornsby dinanzi al giudice di pace di Madison, che gli accordò un risarcimento di 25 dollari (circa 578 dollari del 2024); tuttavia, il 1º aprile dell'anno seguente, la Court of Common Pleas di Warrensburg, presso la quale era ricorso Hornsby, aveva ribaltato il giudizio, ritenendo non sufficientemente provato che fosse stato quest'ultimo la causa diretta della morte di Drum.
Fu allora che Burden si rivolse a Vest. Questi, insieme al collega John Finis Philips, ottenne la riapertura del caso davanti al Tribunale della Contea di Johnson (anch'esso con sede a Warrensburg), sulla base di nuovi elementi di prova a carico di Hornsby, richiedendo in favore del proprio assistito un risarcimento di 50 dollari.
Il 21 settembre 1870, all'inizio del nuovo processo, Vest si rivolse ai giurati promettendo che avrebbe "vinto la causa o chiesto scusa a ogni cane del Missouri". Quindi, il 23 settembre, pronunciò l'arringa finale, un'orazione che sarebbe divenuta celeberrima sotto il nome di "Eulogy on the dog" (elogio al cane):
The one absolutely unselfish friend that a man can have in this selfish world, the one that never deserts him and the one that never proves ungrateful or treacherous is his dog.
Gentlemen of the jury: A man’s dog stands by him in prosperity and in poverty, in health and in sickness. He will sleep on the cold ground, where the wintry winds blow and the snow drives fiercely, if only he may be near his master’s side. He will kiss the hand that has no food to offer, he will lick the wounds and sores that come in encounters with the roughness of the world. He guards the sleep of his pauper master as if he were a prince. When all other friends desert, he remains. When riches take wings and reputation falls to pieces, he is as constant in his love as the sun in its journey through the heavens.
If fortune drives the master forth an outcast in the world, friendless and homeless, the faithful dog asks no higher privilege than that of accompanying him to guard against danger, to fight against his enemies, and when the last scene of all comes, and death takes the master in its embrace and his body is laid away in the cold ground, no matter if all other friends pursue their way, there by his graveside will the noble dog be found, his head between his paws, his eyes sad but open in alert watchfulness, faithful and true even to death.»
Il solo amico del tutto privo di egoismo che un uomo possa avere in questo mondo egoista, l'unico che non lo abbandona mai, l'unico che non si rivela mai ingrato o sleale è il suo cane.
Signori della giuria, il cane resta accanto al padrone nella prosperità e nella povertà, nella salute e nella malattia. Pur di stare al suo fianco, dorme sul terreno gelido, quando soffiano i venti invernali e cade la neve. Bacia la mano che non ha cibo da offrirgli, lecca le ferite e le piaghe causate dallo scontro con la rudezza del mondo. Veglia sul sonno di un povero come se fosse un principe. Quando tutti gli altri amici si allontanano, lui resta. Quando le ricchezze prendono il volo e la reputazione s'infrange, è altrettanto costante nel suo amore come il sole nel suo percorso nel cielo.
Se la sorte spinge il padrone a vagare nel mondo come un reietto, senza amici e senza una casa, il cane fedele non chiede altro privilegio che poterlo accompagnare per proteggerlo dal pericolo e lottare contro i suoi nemici, e quando arriva la scena finale e la morte stringe nel suo abbraccio il padrone e il suo corpo viene deposto nella terra fredda, non importa se tutti gli altri amici lo accompagneranno; lì, presso la tomba, ci sarà il nobile cane, con la testa fra le zampe e gli occhi mesti, ma aperti in segno di vigilanza, fedele e sincero anche nella morte.»
Seguendo un'efficace strategia processuale, l'arringa di Vest non si focalizzava sulle nuove prove addotte a carico di Hornsby, i cui avvocati, Francis Marion Cockrell e Thomas Theodore Crittenden, avrebbero sicuramente cercato di confutare. Al contrario, celebrava le virtù dei cani in generale: poiché non era in discussione che Hornsby avesse ordinato al nipote di sparare a un cane provocandone la morte, ciò costituiva un motivo sufficiente per condannarlo. La giuria, colpita dalla commovente orazione, emise un verdetto in favore di Burden e il giudice Foster Wright gli accordò il risarcimento di 50 dollari (circa 1.200 dollari del 2024), condannando altresì Hornsby alle spese processuali.
Questi impugnò la sentenza davanti all'ultimo grado di giudizio, la Corte suprema dello Stato del Missouri, che tuttavia, nel luglio del 1872, confermò la sentenza del tribunale.
L'Eulogy on the dog divenne una delle più famose orazioni nella storia della giurisprudenza statunitense. In vari luoghi degli Stati Uniti, nei decenni a seguire, le furono dedicati monumenti e lapidi commemorative. Il 14 gennaio 1942 a Fort Benton (Montana), fu letta dal reverendo Ralph Underwood in occasione della commemorazione funebre del cane Shep, allo scopo di celebrare la fedeltà del cane nei confronti dell'uomo.
Tutt'oggi, l'Eulogy on the dog resta un manifesto delle principali associazioni animaliste statunitensi ed anche di altri Paesi.

### L'elezione al Senato degli Stati Uniti e la carriera politica

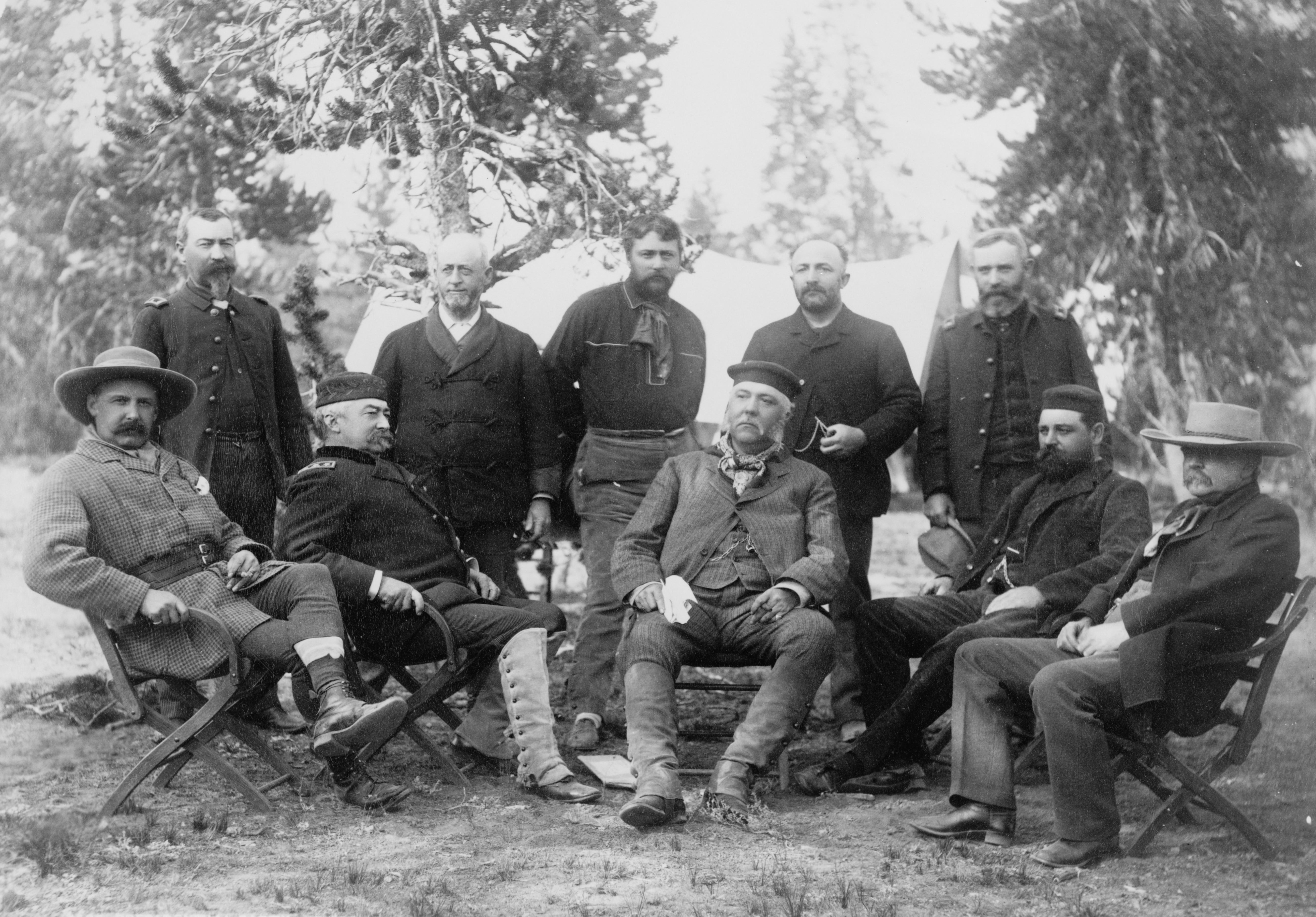
George Graham Vest (primo da destra) con il presidente Chester Arthur (seduto al centro) e altri politici e ufficiali statunitensi al Parco nazionale di Yellowstone nel 1883.

Nel 1877 Vest si trasferì a Kansas City (Missouri), dove due anni più tardi fu eletto al Senato degli Stati Uniti. Ricoprì la carica fino al 1903, venendo rieletto nel 1885, nel 1891 e nel 1897. In quegli anni fu presidente del Comitato per gli edifici e i terreni pubblici (53ª legislatura), nonché membro del Comitato per le malattie epidemiche (54ª legislatura) e del Comitato per salute pubblica e la quarantena nazionale (dalla 54ª alla 57ª legislatura).
Pur militando nel Partito Democratico, non fu sempre allineato con le idee politiche della propria compagine: si oppose, ad esempio, alle leggi anti-poligamia che avrebbero dovuto colpire i mormoni, nonché all'occupazione coloniale, da parte degli Stati Uniti, di Porto Rico e delle Filippine. Ma, soprattutto, si oppose alla concessione del suffragio femminile, sostenendo che l'apertura della politica alle donne ne avrebbe degradato l'indole amorevole nel carattere duro e meschino tipico dei maschi.
Al contrario, fu un deciso sostenitore dei diritti delle minoranze etniche, in particolare dei nativi americani, a favore dei quali si batté per un miglior trattamento da parte del governo federale.
Durante la sua presidenza del Comitato per gli edifici e i terreni pubblici, si distinse per la difesa del Parco nazionale di Yellowstone dai tentativi di speculazione da parte di compagnie ferroviarie e uomini d'affari. In particolare, Vest avanzò una proposta di legge, poi approvata dal Congresso, che disponeva il passaggio della competenza a rilasciare concessioni e contratti di costruzione dal Segretario degli Interni al Senato, onde evitare abusi d'ufficio e atti di corruzione.
Agli inizi del 1903, ormai anziano e gravemente malato, Vest tenne l'ultimo discorso al Senato, contestando duramente la tassa che la maggioranza repubblicana (all'epoca al governo, sotto la presidenza di Theodore Roosevelt) aveva applicato sul carbone, provocandone un forte aumento dei prezzi e così arrecando un grave disagio sulla popolazione, specie quella più povera, per giunta durante un inverno particolarmente rigido come quello del 1903. L'orazione di Vest suscitò l'imbarazzo di diversi senatori repubblicani, che si convinsero ad abolire la tassa.

### La morte
Nel marzo 1903, alla scadenza del quarto mandato consecutivo da senatore, Vest decise di non ricandidarsi a causa delle precarie condizioni di salute che ormai lo affliggevano.
Il 9 agosto dell'anno seguente, Vest morì nella sua residenza estiva di Sweet Springs, ultimo sopravvissuto degli ex-senatori confederati. Venne sepolto nel cimitero di Bellefontaine a Saint Louis.